# 크라이스트처치니컬라타운구

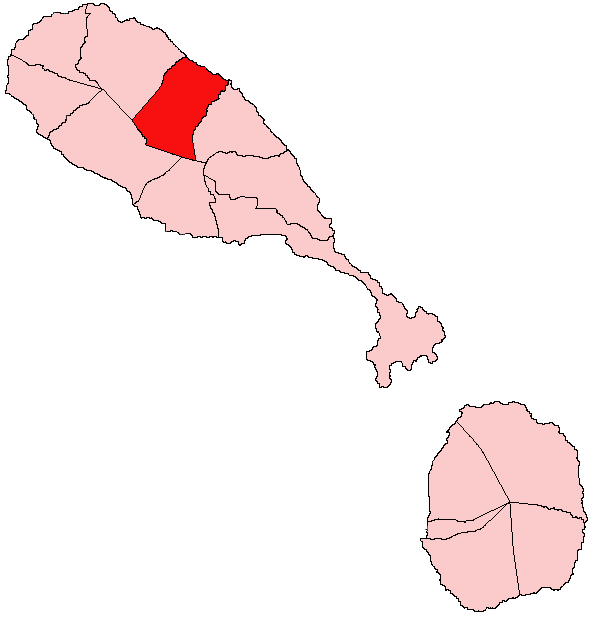
크라이스트처치니컬라타운구의 위치

크라이스트처치니컬라타운구(영어: Christ Church Nichola Town Parish)는 세인트키츠 네비스의 구로 행정 중심지는 니컬라타운이며 면적은 18km2, 인구는 2,059명(2001년 기준), 인구 밀도는 114.39명/km2이다. 세인트키츠섬 동부에 위치한다.